# Titus (Bibel)

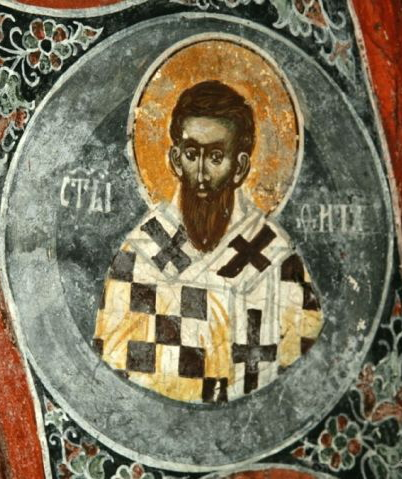
Titus (Bibel)

Titus (griechisch Άγιος Τίτος Ágios Títos bzw. altgriechisch Ἅγιος Τίτος Hágios Títos = heiliger Titus); (* 10 oder 11, Geburtsort vermutlich Korinth; † 105 auf Kreta), der im Neuen Testament als ein Schüler des Apostels Paulus bezeichnet wird, war der erste Bischof von Kreta und gilt als Schutzpatron der kretischen Kirche. Er wurde später zu den Siebzig Jüngern Jesu gezählt. Seine Lebensdaten sind unbekannt, der altkirchlichen Legende nach starb er um 105 n. Chr. mit etwa 94 Jahren auf Kreta.

## Leben
Titus wird in den allgemein als echt anerkannten Paulusbriefen mehrmals erwähnt. Aus diesen Briefen geht hervor, dass er ein Heidenchrist war („der Grieche Titus musste nicht beschnitten werden“, Galater 2,3 ), der Paulus insbesondere bei heiklen Aufgaben erfolgreich unterstützte. So begleitete Titus den Paulus zum Apostelkonzil in Jerusalem (Gal 2,1–10 ). Ferner war er wohl an der Entschärfung der Krise in Korinth beteiligt, als es Auseinandersetzungen zwischen Paulus und einem Teil der korinthischen Gemeinde gab (2. Korinther 2,13 ; 7,6 ; 12,18 ). Schließlich wurde Titus von Paulus beauftragt, die Kollekte der Gemeinden einzusammeln (2. Korinther 8,6–23 ).
Aus den in ihrer Historizität umstrittenen Angaben des Titusbriefes geht hervor, dass Titus später als Missionar auf Kreta gewirkt haben soll. Laut dem 2. Timotheusbrief (4,10 ) missionierte Titus in Illyrien. Der Überlieferung nach war er der erste Bischof von Gortyn auf Kreta.
Obwohl Titus von Paulus als zuverlässiger Mitarbeiter anerkannt wird, erwähnt ihn die Apostelgeschichte nicht. Die von Titus nun weiterzuführende Missionsarbeit auf Kreta erfolgte vielleicht erst nach der Freilassung des Paulus aus seiner römischen Gefangenschaft, also ab ca. 62 n. Chr.

## Kretische Überlieferung

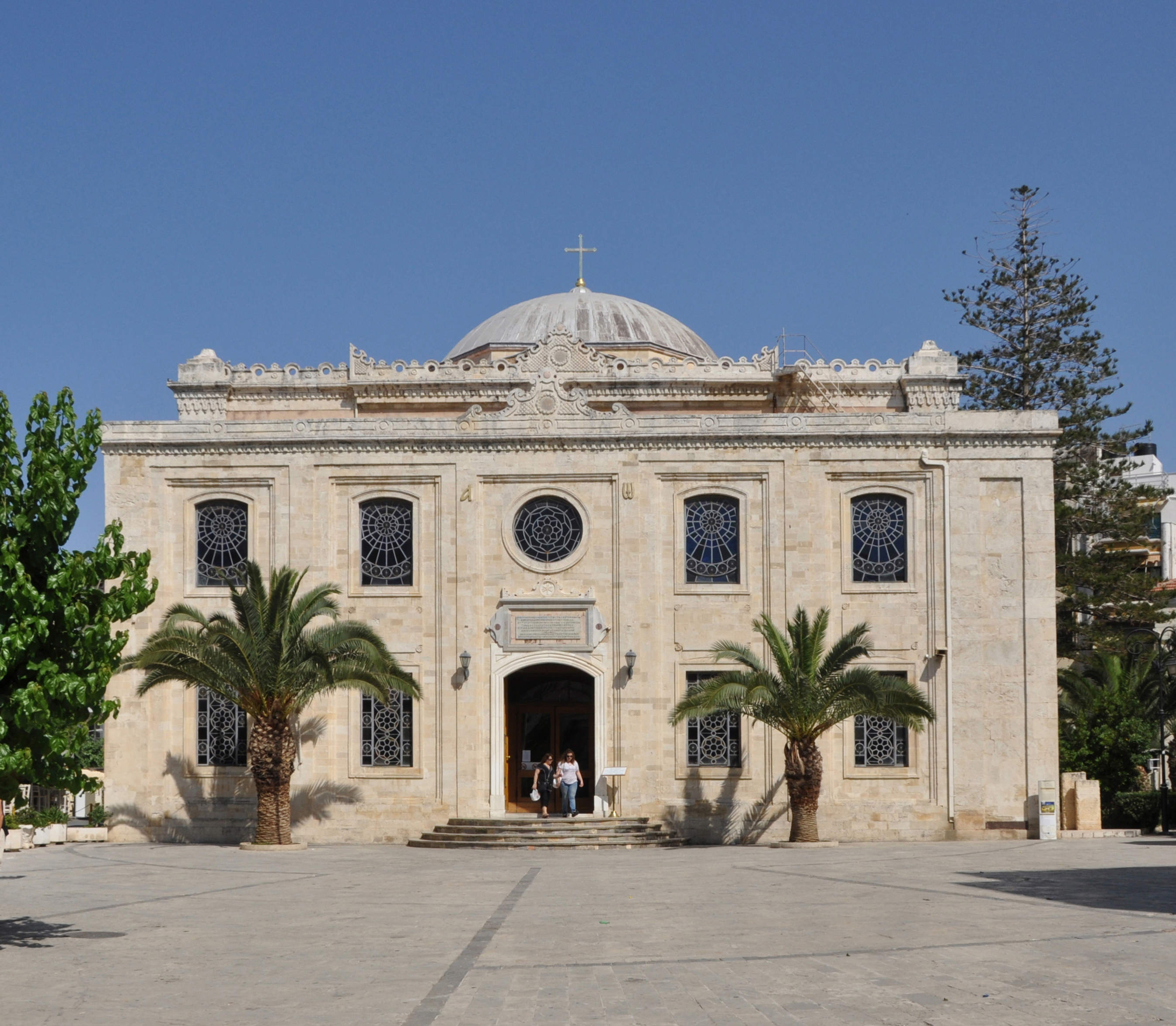
Kirche Agios Titos in Iraklio

Nach der orthodoxen Tradition wurde Titus auf Kreta geboren, stammte aus einer wohlhabenden Familie und gilt als Nachkomme des mythischen Königs Minos. Er reiste nach Jerusalem und wurde Zeuge der Leiden Christi. Später als Bischof von Kreta gründete er die neun Bistümer Knossos, Ierapitna, Kydonia, Hersonissos, Eleftherna, Lampi, Kisamos, Kantanos und Gortyna.
In Gortys ließ er eine Bischofskirche errichten und nach seinem Tod wurde er dort begraben. Die ursprüngliche Bischofskirche wird die heute teilweise unter einer Straße liegende große Basilika gewesen sein, während die sogenannte Titusbasilika aus dem 10. bzw. 6. Jahrhundert ihren Namen in Unkenntnis der großen Basilika erst im 19. Jahrhundert erhielt.

## Verehrung
Entsprechend dem liturgischen Kalender der Armenischen Orthodoxen Kirche, gab es eine Verehrung des Titus als „Heiligen“ bereits vor 261 n. Chr.
961 n. Chr. wurde Handakas (Iraklio) Inselhauptstadt. Deshalb wurde dort eine neue Hauptkirche errichtet und die Gebeine des Titus dorthin überführt (Agios Titos). Die Kirche wurde mehrmals zerstört und wieder aufgebaut. Bei dem Brand im Jahre 1544 konnte nur das Haupt des Titus vor der Zerstörung bewahrt werden. 1669, nachdem die Türken die Stadt erobert hatten, wurde die Reliquie nach Venedig gebracht und kehrte erst am 15. Mai 1966 zurück.

## Gedenktage
- Katholisch: 26. Januar (Gebotener Gedenktag im Allgemeinen Römischen Kalender, gemeinsam mit Timotheus)
- Evangelisch: 26. Januar (Gedenktag im Evangelischen Namenkalender)
- Anglikanisch: 26. Januar (Gedenktag im Common Worship, gemeinsam mit Timotheus)[6]
- Orthodox: 25. August
  - 4. Januar: Synaxis der 70 Apostel